# Mijn Keuken
Mijn Keuken was een restaurant in Wouw van chef-kok Pieter Bosters en zijn partner Simone Tak. De zaak had van 2010 tot en met de sluiting in 2023 een Michelinster.

## Locatie
Het restaurant was gelegen in de Noord-Brabantse gemeente Roosendaal in het dorp Wouw. Een voormalige stadhuis aan de Markt in het centrum van het dorp huisvestte de eetgelegenheid. Het gebouw uit 1924, waarvan Bosters en Tak eigenaar zijn is ontworpen door architect Joseph Cuypers.

## Geschiedenis
Restaurant Mijn Keuken had sinds 2010 een Michelinster. De hoogste notering in de Nederlandse culinaire gids Lekker was in plaats 63 in 2018. Op 15 februari 2023 maakte het stel bekend de zaak per direct te sluiten.